# 特定化学物質の環境への排出量の把握等及び管理の改善の促進に関する法律
特定化学物質の環境への排出量の把握等及び管理の改善の促進に関する法律（とくていかがくぶっしつのかんきょうへのはいしゅつりょうのはあくとうおよびかんりのかいぜんのそくしんにかんするほうりつ、平成11年7月13日法律第86号）は、化学安全に関する法律である。略称は、化学物質排出把握管理促進法、化管法。
1999年7月13日公布、一部の規定を除き2000年3月30日施行。

## 所管官庁
主な業務は、経済産業省及び環境省でおこなっているが、化学物質を取扱う事業者の行う事業を所管する官庁も所轄している。
主所管
- 経済産業省製造産業局化学物質管理課化学物質安全対策室
- 環境省大臣官房環境保健部化学物質安全課[1]

共同所管
- 財務省関税局監視課 - 関税法・関税定率法の主所管
- 文部科学省研究開発局原子力課、同初等中等教育局健康教育・食育課 - 研究開発局はRI法の主所管、初等中等教育局は学校での理科実験を所掌
- 厚生労働省医薬局医薬品審査管理課化学物質安全対策室 - 毒物及び劇物取締法の主所管
- 農林水産省消費・安全局農産安全管理課農薬対策室 - 農薬取締法の主所管
- 国土交通省総合政策局公共事業企画調整課 - 建設リサイクル法の主所管
- 防衛省陸上自衛隊補給統制本部化学部 - 化学兵器禁止法の実務を担当

## 目的
○届出公表により、事業者の化学物質管理を促し、環境中への排出量を減らす。ひいては、環境中の化学物質のリスクを減らす。
環境の保全に係る化学物質の管理に関する国際的協調の動向に配慮しつつ、化学物質に関する科学的知見及び化学物質の製造、使用その他の取扱いに関する状況を踏まえ、事業者及び国民の理解の下に、特定の化学物質の環境への排出量等の把握に関する措置並びに事業者による特定の化学物質の性状及び取扱いに関する情報の提供に関する措置等を講ずることにより、事業者による化学物質の自主的な管理の改善を促進し、環境の保全上の支障を未然に防止することを目的とする（第1条）。

## 内容
この法律は、政令で指定された化学物質を取り扱う事業者が、指定化学物質の環境への排出量・移動量を把握し、国に届け出ることにより、環境あるいは人体に有害な化学物質がどのような発生源からどのくらい環境へ排出・移動されたか、というデータを集計し、公表する仕組みである。PRTR制度(Pollutant Release and Transfer Register 制度)、化管法などとも呼称される制度である。
指定化学物質を製造、移動あるいは使用する事業者は毎年一回、都道府県を窓口にして国へ報告する義務を負っている。この届出の対象になるのは政令で定められた、「第一種指定化学物質」と「第二種指定化学物質」のうち、「第一種指定化学物質」の462物質である（2008年11月改正）。
また、当該製品を販売する場合には販売先にSDS (Safety Data Sheet, 安全データシート) を添付することも義務付けられている。この対象となるのは、政令で定められた、「第一種指定化学物質」と「第二種指定化学物質」の合わせて562物質である。
対象物質は特定化学物質の環境への排出量の把握等及び管理の改善の促進に関する法律における特定化学物質の一覧を参照。

## 制定の背景
1974年にオランダで開始されたIEI制度がその原型であり、1986年にはアメリカ合衆国でTRI制度として、整備が進められた。
1992年の地球サミットにおいて採択された、アジェンダ21には、各国政府が化学物質の管理において果たすべき役割が述べられている。この中の一つが、PRTR制度である。
1996年に経済協力開発機構(OECD)は、アジェンダ21をうけて、加盟各国政府にPRTR制度の導入についての勧告を行った。
日本においては、OECD勧告を受け、環境庁（現：環境省）及び通商産業省（現：経済産業省）が共同して法制化し、1999年（平成11年）に「特定化学物質の環境への排出量の把握等及び管理の改善の促進に関する法律」（化管法）を成立させた。

## 構成
- 第1章 総則（第1条 - 第4条）
- 第2章 第一種指定化学物質の排出量等の把握等（第5条 - 第13条）
- 第3章 指定化学物質等取扱事業者による情報の提供等（第14条 - 第16条）
- 第4章 雑則（第17条 - 第23条）
- 第5章 罰則（第24条）
- 附則

## PRTR届出データの読み方
PRTR届出データとは、対象となる業種に含まれて従業員数と取扱量が一定規模以上の事業所が、国に届出た第一種指定化学物質の移動排出量を集計したものである。したがって、対象業種以外の業種で移動排出した量や、規模の小さい中小企業や個人業者が移動排出した量は届出データには含まれていない。また、家庭や交通分野（PRTR法では移動体という。）からの移動排出量も含まれない。届出データ以外のもの（届出外データという。）は、国が毎年推計を行っている。
届出データには、環境に排出した第一種指定化学物質の量（排出量という。）と、廃棄物として処分したり下水道に流した第一種指定化学物質の量（移動量といい、両者を合わせて移動排出量という。）がある。排出量は、更に排出先によって、大気への排出量、公共用水域への排出量、土壌への排出量と埋立て量に分けて集計される。また、移動量は、廃棄物移動量に下水道への移動量を加えたものである。単位は、ダイオキシンのときを除いて、年間量をkg単位で表示されている。ダイオキシンだけは年間mg-TEQで表示されている。
届出データで年間排出量が大きい工場があった場合でも、これが多量だということだけでは非難できない。実は他の工場がもっと多量に垂れ流していて、それを隠して過少に届出をしているかもしれないからである。正直に現状を報告していることを評価すべきである。その上で、数年間にわたる届出排出量の変化を調べ、その企業が排出を認識してどのような対応対策を講じたのかを検討することが必要である。多くの企業は、この数年間のPRTRの届出で、その移動排出量を激減させている。そのために、代替物質の使用への転換や汚染除去装置の設置、回収プロセスの適正運転などの多くの努力が継続していることを調べ、これを評価することができる。

## 他の主要な化学物質規制法令
- 化学物質の審査及び製造等の規制に関する法律
- 毒物及び劇物取締法
- 大気汚染防止法
- 水質汚濁防止法
- 高圧ガス保安法
- 労働安全衛生法
- 農薬取締法
- 消防法
- あへん法
- 覚醒剤取締法
- 大麻取締法
- 麻薬及び向精神薬取締法
- 化学兵器禁止条約